# ユニコンブックス
ユニコンブックスは、1974年から1976年にかけてユニコン出版より刊行された児童向けのサブカルチャー叢書。
当時流行した怪奇系児童書レーベルのひとつ。
B6判、紙カバー付ハードカバー。全11冊。

## 一覧
1. 『推理 名探偵40人に挑戦』（加納一朗） 1974
2. 『スパイ スパイ術てってい解剖』（獅騎一郎） 1974
3. 『天才 天才102人のひみつ』（大野進） 1974
4. 『ミイラ ミイラ・なぞをさぐる』（たかしよいち）
5. 『人体 人体びっくり解剖』（矢島輝夫） 1975
6. 『SF SFクイズに挑戦』（加納一郎） 1975
7. 『大恐竜 恐竜ものしり博物館』（小畠郁生） 1975
8. 『怪奇 実話! 62の怪奇スリラー』（加納一朗） 1975
9. 『科学捜査 科学捜査なんでも百科』（大野進） 1975
10. 『暗号 暗号なぞなぞクイズ』（獅騎一郎） 1975
11. 『巨人 世界48人の巨人・英雄』（笠原秀） 1976